# Gran Premi de les Nacions 1992
L'edició del 1992 fou la 59a del Gran Premi de les Nacions. La cursa es disputà el 24 d'octubre de 1992, pels voltants de Palma i amb un recorregut de 56 quilòmetres en format contrarellotge. El vencedor final fou el belga Johan Bruyneel, que s'imposà per davant de Tony Rominger i Viatxeslav Iekímov.
Va ser la dotzena i darrera prova de la Copa del Món de ciclisme de 1992.

## Classificació final
|    | Ciclista              | Equip                  | Temps      |
| -- | --------------------- | ---------------------- | ---------- |
| 1  | Johan Bruyneel        | ONCE                   | 1h 09' 00" |
| 2  | Tony Rominger         | Clas-Cajastur          | + 05"      |
| 3  | Viatxeslav Iekímov    | Panasonic-Sportlife    | + 16"      |
| 4  | Alex Zülle            | ONCE                   | + 47"      |
| 5  | Thomas Wegmüller      | Lotus-Festina          | + 49"      |
| 6  | Arturas Kasputis      | Ryalco-Postobón        | + 58"      |
| 7  | Gianni Bugno          | Gatorade-Chateaux d'Ax | + 1'06"    |
| 8  | Jelle Nijdam          | Buckler-Colnago        |            |
| 9  | Melcior Mauri         | ONCE                   | + 1'48"    |
| 10 | Dimitri Vassiltchenko | Lotus-Festina          |            |